# مکس دوگان بازمی‌گردد
مکس دوگان بازمی‌گردد (به انگلیسی: Max Dugan Returns) یک فیلم درام و کمدی است که در سال ۱۹۸۳ به نمایش درآمد.